# Sabino das Abóboras
Sabino das Abóboras ou simplesmente Sabino Gomes é um dos mais importantes e enigmáticos cangaceiros do grupo do Rei do Cangaço, fazendo parte do bando e sendo braço direito de Lampião a partir do ano de 1924 até sua morte em 1928. Sabino é uma figura que gera acalorada discussão entre historiadores, já que seu nome real, local de nascimento e filiação não são um consenso entre estudiosos do tema.

## Divergências
Existem algumas versões para seu nome verdadeiro, porém, as mais aceitas e utilizadas são, Sabino Gomes de Góis, Sabino Gomes de Melo, Sabino Gore e Sabino Gomes de Góes. Cada um desses nomes tem uma explicação e estão diretamente atrelados aos outros dois problemas, filiação e local de nascimento, eis aqui as versões:

#### José Bezerra Lima Irmão, no livro "Lampião a Raposa das Caatingas":[1]
- "Foi justamente ali (Fazenda Abóboras) que nasceu e viveu sua infância o terrível Sabino Gomes de Melo, um dos mais destacados nomes da história cangaceira, mais audacioso do que o próprio Lampião. Por ser da família dos Gregório, palavra difícil de pronunciar, quando menino era chamado de Sabino Gore, o que levou alguns autores a supor que ele se chamava "Sabino Góis". Tendo trabalhado algum tempo como ajudante de vaqueiro na fazenda Goa, na Paraíba, era por isto também conhecido como Sabino Goa, a mesma razão pela qual era igualmente chamado de Sabino das Abóboras."

#### Rodrigues de Carvalho, no livro "Serrote Preto":[2]
- Sabino Gore era natural de Pedra do Fumo, município de Misericórdia (atual Itaporanga), na Paraíba. Na grande seca de 1915, Sabino e seus irmãos, Gregório e Elói, mudaram-se para Pernambuco. Ao passarem pela fazenda Abóboras, os retirantes encontraram guarida e ficaram trabalhando para o coronel Marçal. Gregório e Elói trabalhavam na lavoura, enquanto Sabino era vaqueiro, mas na calada da noite fazia roubos nas redondezas. Quando foi descoberto, assumiu abertamente a profissão de cangaceiro, mas os irmãos não o acompanharam.

#### Renato Luís Bandeira, no livro "Dicionário Biográfico Cangaceiros & Jagunços":[3]
- "Nasceu no lugar Serra do Fumo, município de Misericórdia (PB), mudando-se para Triunfo (PE) em 1915, onde se tornou afilhado do poderoso Coronel Marçal Florentino Diniz, chefe político da Fazenda Abóbora no Pajeú pernambucano. Era chefe dos jagunços de Marcolino Pereira Diniz, rico coronel e comerciante em Triunfo. Passou muitos anos tendo vida dupla: durante o dia era vaqueiro e trabalhador, mas na calada da noite salteador e cangaceiro, dando apoio ao bando de Lampião, a partir de 1923."

#### Frederico Pernambucano de Mello, no livro "Guerreiros do Sol":[4]
- Sabino era filho natural do coronel Marçal com uma negra cozinheira de sua casa. Sabino, mal completou 18 anos, tornou-se autoridade, ao ser nomeado comissário das Abóboras. Em uma festa que houve num daqueles pés de serra, ele se envolveu numa briga, e em virtude disso se mudou para o município paraibano de Princesa, sob o amparo de seu meio-irmão Marcolino Pereira Diniz, filho legítimo de Marçal. Quando se iniciou a construção do açude Boqueirão de Piranhas, em Cajazeiras, Marcolino, que era homem influente ali, onde era presidente do Clube Centenário, empregou o irmão nas obras da barragem, executadas pela empreiteira norte-americana Dwight P. Robinson & Co. Inc. Depois, aí pelo ano de 1921, como Marcolino precisasse de um sujeito de confiança para sua proteção pessoal, Sabino passou a ser seu guarda-costas. Na companhia de Marcolino, o futuro cangaceiro teve oportunidade de conhecer as mais destacadas figuras da sociedade de Cajazeiras e da própria capital paraibana. Foi por esse tempo que, em alguns casos por conta própria e noutros instigado por Marcolino a fim de perseguir seus desafetos, Sabino começou a fazer certos "trabalhos" nas horas vagas: à frente de um grupo de malfeitores, passou a pilhar pequenas localidades das vizinhanças de Cajazeiras. Andava pelas ruas equipado com duas cartucheiras peitorais cruzadas em "X" e outra na cintura, um rifle Winchester, uma pistola Colt e dois punhais embainhados, com um lenço ao pescoço e chapéu de couro quebrado na frente e atrás.

## Cangaço
Alguns autores dizem que Sabino entrou definitivamente para o grupo de  Lampião no Ataque à cidade de Sousa, porém, ele já conhecia Lampião de outras ocasiões.

#### José Bezerra Lima Irmão, no livro "Lampião a Raposa das Caatingas":[1]
- "Fazenda Abóboras, covil de jagunços não há como contar a história do cangaço sem falar na formidável fazenda Abóboras, do coronel Marçal Florentino Diniz, um dos maiores latifúndios do sertão pernambucano daquela época. Muitos autores do cangaço dizem que essa fazenda ficaria na Paraíba, mas, na verdade, ela fica em Pernambuco, embora a poucos quilômetros da divisa. Situa-se no município de Serra Talhada, antiga Vila Bela, à esquerda da estrada que vai para Triunfo, antes de Jatiúca. No passado, o coronel Marçal, homem corpulento e simpático, amigo da família Pereira, acolhia em sua fazenda os cabras de Sinhô Pereira. Quando menos se esperava, chegava a cabroeira para comer, descansar, cuidar de feridos. O próprio Marçal encarregava-se de ir buscar médicos em Triunfo e Princesa para tratar dos casos graves. Foi assim que Marçal conheceu Lampião — como simples cabra de Sinhô Pereira. Depois que Lampião se mudou para a Bahia, Marçal pensou que estava livre de cangaceiros em sua propriedade. Mas foi então que seu genro, José Pereira Lima, inventou aquela maluquice sem fim — a Guerra de Princesa. Em suma, a fazenda Abóboras parecia predestinada a acoitar valentões."

A amizade do Cel. Marçal provavelmente serviu como ponte para Sabino e Virgulino se conhecerem. Alguns autores inclusive apontam que Sabino foi quem providenciou a vinda dos médicos, José Lúcio Cordeiro de Lima e Severino Diniz, que trataram de um tiro infeccionado no calcanhar de Lampião, ferimento adquirido após o Combate da Serra das Panelas, que ocorreu no dia 23 de março de 1924.

## Cronologia[5]
Eis aqui a cronologia dos eventos que Sabino participou:
- 27 de julho de 1924 - Ataque à cidade de Sousa.
- 14 de novembro de 1924 - Combate das Baixas.
- 4 de julho de 1925 - Ataque à fazenda Melancia.
- 14 de novembro de 1925 - Combate na fazenda Xique-Xique.
- 4 de fevereiro de 1926 - Combate na fazenda Caraíbas.
- 18 de fevereiro de 1926 - Ataque à cidade de Nazaré do Pico.
- 23 de fevereiro de 1926 - Ataque à fazenda Serra Vermelha.
- 7 de julho de 1926 - Sabino realiza o Ataque à cidade de Triunfo
- 1 de agosto de 1926 - Novo ataque à fazenda Serra Vermelha.
- 26 de agosto de 1926 - Ataque à fazenda Tapera.
- 2 de setembro de 1926 - Visita pacífica à cidade de Cabrobó.
- 6 de setembro de 1926 - Ataque à Fazenda Saco do Martinho.
- 28 de setembro de 1926 - Sabino realiza Ataque à cidade de Cajazeiras.
- 16 de setembro de 1926 — Combate na fazenda Tigre.
- 11 de novembro de 1926 — Combate na fazenda Favela.
- 25 de novembro de 1926 - Combate da Serra Grande.
- 25 de dezembro de 1926 - Morre Antônio Ferreira.
- 13 de junho de 1927 - Ataque à cidade de Mossoró,
- 17 de junho de 1927 - Combate na Serra da Micaela.
- 13 de março de 1928 - Combate na fazenda Piçarra.

## Morte
Lampião e seu grupo esperavam o retorno de Antônio da Piçarra que fora buscar mantimentos na sede da fazenda, desconfiado de uma possível traição, Sabino se prontifica a verificar o porquê da demora do coiteiro, ao pular uma cerca um relâmpago iluminou a noite e Sabino foi revelado no limpo para as forças volantes que aguardavam na emboscada, Sabino não pode reagir porque já havia içado seu corpo sobre a cerca estando em posição totalmente vulnerável. O combate na fazenda Piçarra sela o destino do cangaceiro Sabino das Abóboras. Alguns dias depois do combate, estando muito ferido e debilitado, Sabino pede para que Lampião o execute, ele nega dizendo que não conseguiria fazer isso com um amigo, então o cangaceiro Mergulhão se encarrega de sua execução.